# 夏威夷王国的覆灭
夏威夷王国覆灭（英語：Overthrow of the Hawaiian Kingdom），指美國支持下的夏威夷叛乱推翻夏威夷王国，最終把夏威夷併入美國的過程。
1893年1月17日，夏威夷王国末代君主——莉莉乌欧卡拉尼女王试图修改宪法擴充君權，遭當時居住在檀香山的美国僑民反對，發動了政变。美國海軍陸戰隊在接到当地僑民的支援请求后，迅速以保護美國公民為由登陆夏威夷，政变最終成功推翻了女王，而美軍发挥了关键作用。政变之后，女王被软禁在伊奧拉尼宮之中，美国僑民建立了临时政府取代了君主统治，其後建立夏威夷共和国。但他們最終目的是把夏威夷併入美國。夏威夷於1898年正式併入美国，於1959年成为美国的第50个州。

## 历史背景——歐美外国势力影响
夏威夷王國是由卡美哈梅哈王朝統治，卡美哈梅哈一世於1795年建立國家。
夏威夷地处太平洋中心，得天独厚的地理位置，使夏威夷逐渐成为重要的交通和贸易中心。
卡美哈梅哈一世利用土特产向歐裔人换取先进武器，并大胆使用外国顾问，于1810年以武力统一夏威夷群岛，成立夏威夷王国，建立起君主立宪制。此后，夏威夷王国与歐美國家接触更为频繁。然而歐裔人带来的不仅是商品和宗教，还有疾病。性病和瘟疫使夏威夷人死傷慘重。从1778年库克船长登陆夏威夷，到1831年的50年之间，夏威夷人口从40万锐减至13万。
1840年，卡美哈梅哈三世國王公布夏威夷史上第一部成文憲法，議會由貴族院與眾議院組成。1840年以及随后的数十年间，美国和日本移民和商人涌入夏威夷。1842年，美国總統約翰·泰勒首先承认夏威夷王国。1849年，美國正式承認夏威夷王國。
1850年代，欧洲各国以及中南美洲的劳工和移民先后来到夏威夷，形成东西方结合的民族大熔炉。
1875年，美國政府與夏威夷簽署了《美夏互惠條約》，免除雙方貿易關稅，鼓勵美國資本進入夏威夷。
直到19世纪90年代，夏威夷王国都作为一个独立的君主制国家存在，并被当时的美国、英国、法国、日本以及德国所承认。

## 导火線——新宪法

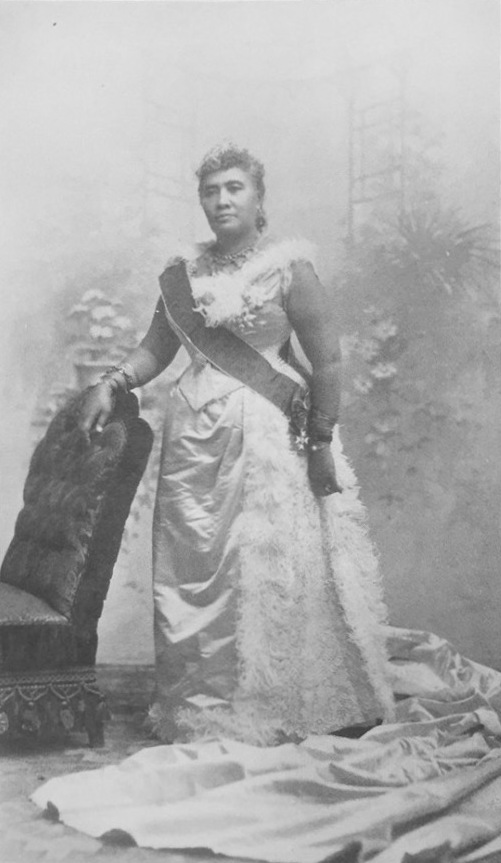
莉莉乌欧卡拉尼女王

1887年，在劳伦·A·瑟斯顿（Lorrin A. Thurston）的主持下，夏威夷王国实行《刺刀宪法》，通过收入和财产方面的限制，提高欧洲臣民的权力和內閣的影响力，极大地削减了君权。莉莉乌欧卡拉尼女王（Liliʻuokalani）1891年即位后，因经济控制权问题，与美国及欧洲居民产生日益尖锐的矛盾，反对声重重。因此，女王希望通过一项新的宪法，重新夺回至高无上的权力。
为了得到公众的支持，并削弱美国及欧洲居民的权势，她降低了原住民参加选举所需的财产门槛，并取消美国及欧洲人的投票权，因此更多原住民获得了政治权力。女王甚至亲历夏威夷的各个岛屿，向民众宣传她的想法，并因此获得了空前的支持。然而，当她向内阁谈及此事时，却并未获得支持，因为内阁大臣们清楚地知道，一旦提议该新宪法，必将会引发一场动乱。此外，国内的工商阶级希望夏威夷能够成为美国的一部分，以免除美国向夏威夷蔗糖征收的高额关税，保护自身商业利益。同时，劳伦·A·瑟斯顿领导的政治小团体，已经为夏威夷并入美国做了数年的准备。
1893年1月14日，莉莉女王试图颁布她的新宪法，虽然并未成功，但该举动终于成为了引发政变的导火線。

## 政变过程

### 国内政变——安全委员会

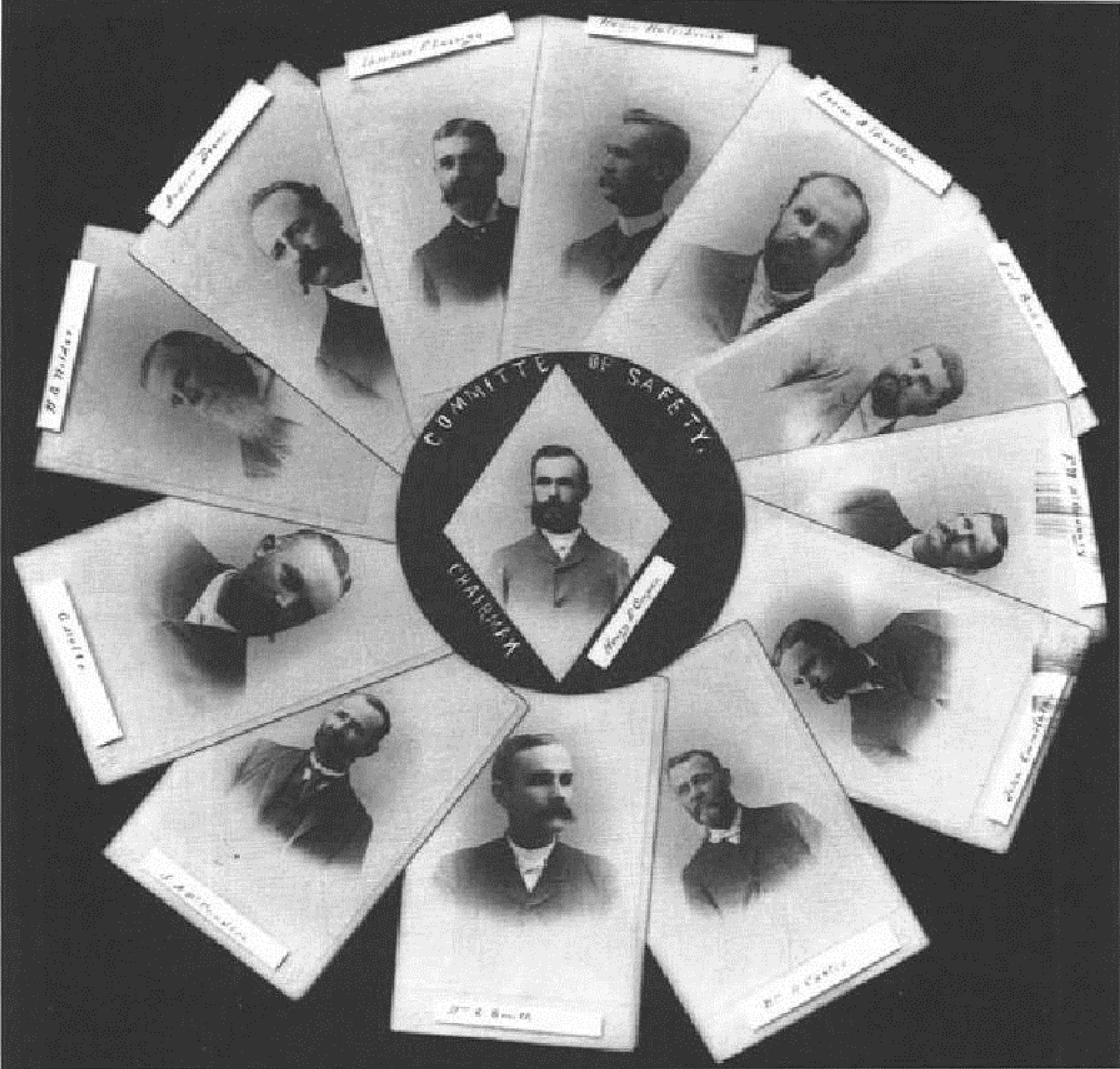
13名夏威夷联盟骨干成员

女王试图颁布新宪法的当天，反对者们便召开会议并确定行动的最终目的：废除女王，推翻君主统治，寻求美国的支持甚至合并。

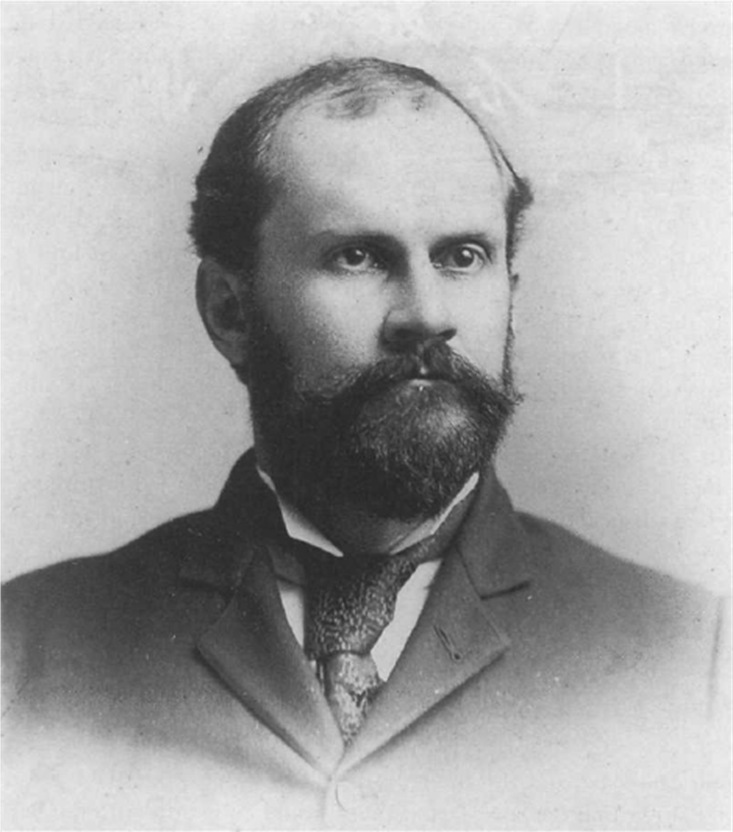
安全委員會領導人劳伦·A·瑟斯顿

紧接着，他们采取了一系列行动，包括成立安全委员会。主要领导人是定居在夏威夷的欧美人士，包括司法人员、政府官员等，甚至包括一名王国的最高大法官。委员会的前身是成立于1887年的夏威夷联盟（又名十三人委员会、合并俱乐部等），隶属于夏威夷共和党，其主要成员是来自英美的白人精英，致力于夏威夷与美国的合并夏威夷联盟控制了后来在政变中成为反对派主要军力的火奴鲁鲁步枪队。政变由刺刀宪法的制定者之一，夏威夷王國前內政大臣劳伦·A·瑟斯顿领导。他的祖父与外公均是美国传教士。他曾得到长期居住在夏威夷的欧美商人的资助，同时资助他的还有夏威夷王国的改革党。

### 国内应对
1月16日，夏威夷国家元帅查理斯·B·威尔森便得到有关政变的情报。威尔森向内阁申请授权逮捕反对者安全委员会的13个委員，并在全国发布戒严令。但由于安全委员会的委員與美國駐夏威夷公使約翰·L·史蒂芬斯斯有着十分紧密的政治联系，逮捕请求遭到夏威夷總檢察長亞瑟·P.皮特森和内阁大员们的驳回，他们所持的理由是，对安全委员会委員进行大肆逮捕将会引起事态的恶化。之后，威尔森试图与反对派领袖瑟斯顿举行谈判，结果失败，于是威尔森开始募集支持者与反对派进行对抗。最终，他们召集了496人，准备随时保护女王的安全。

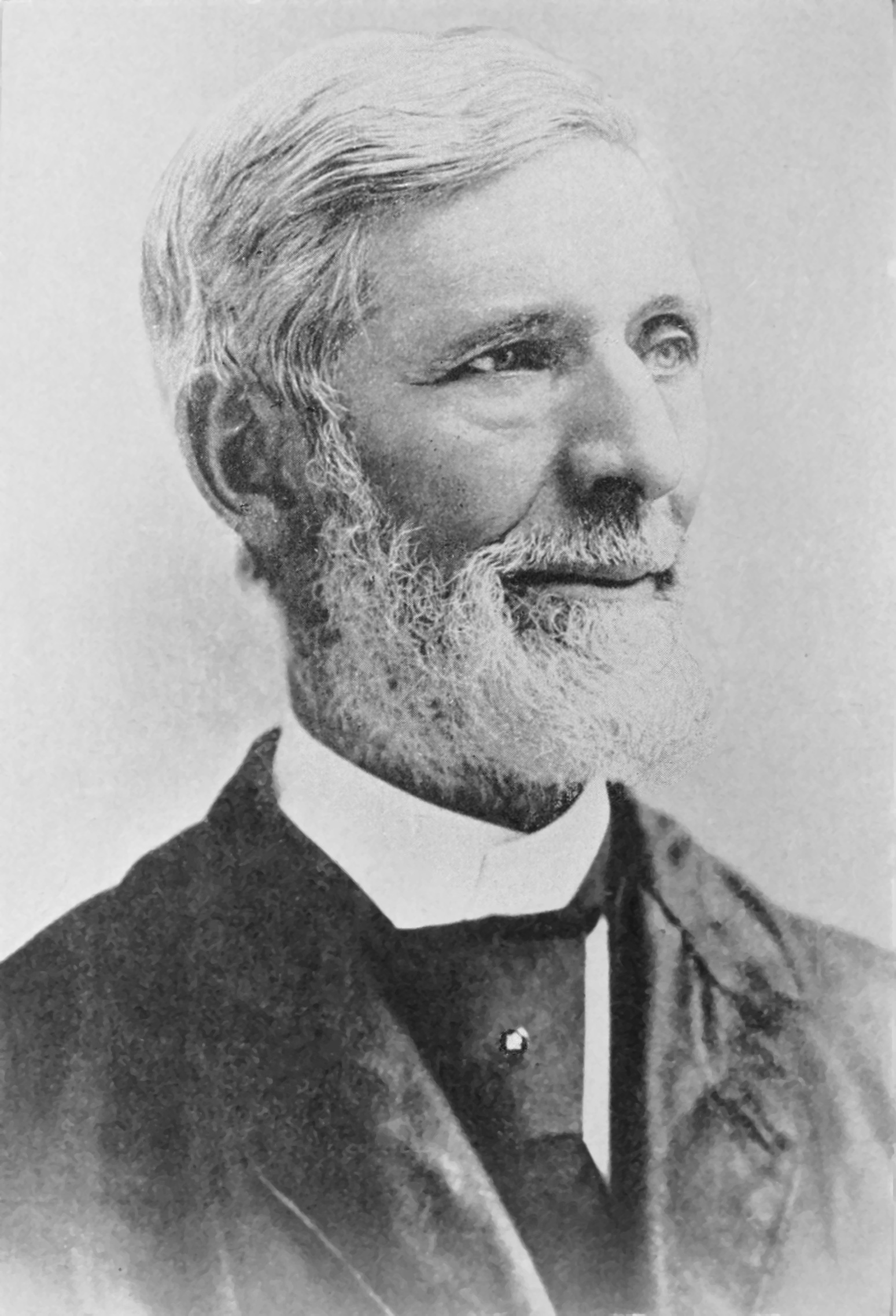
美國駐夏威夷公使約翰·L·史蒂芬斯

1月17日，一名夏威夷警員由于禁止一辆装载武器的马车进入火奴鲁鲁步枪队而中枪负伤，因此直接刺激了政变的发端。安全委员会担心这一事件将会暴露他们的密谋计划，王国政府会先一步采取武装行动，将政变扼杀在襁褓之中，因此，委员会率先发动了政变。他们组织了火奴鲁鲁步枪队大约1500名全副武装的士兵（均非夏威夷原住民）向皇宫挺进。最终，这些非原住民士兵们驻扎在距皇宫仅一条街的阿丽欧拉尼宫殿，并等待女王的答复。

### 转折点——美军登陆
与此同时，委员会向美國公使約翰·L·史蒂芬斯寻求帮助，请求美军登陆夏威夷首都火奴鲁鲁，以保证当地普通美国居民的人身及财产安全。最终，史蒂芬斯召集了陸戰隊員和海軍水兵組成的部隊前往夏威夷，这162名士兵于1月16日成功登陆。这支装备精良的部队声称保持着相对中立的立场，他们并未进入到皇宫，未真正参与政变，也并未占领任何地盘，但不可否认的是他们的到场的确激发了当地美国人的斗志，并给夏威夷王室增加了不小的压力。
最终，在女王“避免流血冲突”的宗旨与亲信大臣的强烈建议之下，莉莉乌欧卡拉尼女王宣布投降。火奴鲁鲁步枪队占领了政府大楼，解散了皇室警卫队，并宣布成立临时政府。1893年政变取得了胜利，推翻夏威夷王国。整场政变中几乎没有流血牺牲，仅仅有一名警察受伤。历史学家羅斯（William Russ）评论说：“对于任何形式武装冲突的禁止使得女王根本不可能保护自己。”正因为莉莉女王认为不应为自己的人民带来血腥与杀戮，因此，反叛者的军事支持力量在兵不血刃的情况下便使女王选择了投降。

#### 政变双方力量对比
日期：1893年1月17日

地点：夏威夷火奴鲁鲁

结果：夏威夷王国投降，莉莉女王同意交出权力，临时共和政府成立
|          | 反对者与美军联盟                             | 夏威夷王国                                                     |
| -------- | -------------------------------------------- | -------------------------------------------------------------- |
| 领导人   | 劳伦·A·瑟斯顿、約翰·L·史蒂芬斯               | 莉莉乌欧卡拉尼女王、查理斯·B·威尔森                            |
| 军力分布 | 1,500名士兵（包括162名美国海军）、一艘巡洋舰 | 496名士兵（85–110名警員、322–337名禁军）、一挺手摇式加特林机枪 |
| 损失     | 无                                           | 一名警員受伤                                                   |

### 临时政府
莉莉女王被迫退位之后，临时政府受到了先前与夏威夷王国建立外交关系的国家的广泛承认，但是并没有能够立即实现与美国的合并。时任美国总统格罗弗·克利夫兰对国会的演说中声明：“火奴鲁鲁土地上进行的军事行动本质是战争，除非能证明其得到夏威夷政府的同意，或其目的是为了保护美国公民生命财产安全。但夏威夷女王方面没有表示对以上任何一点的同意。”

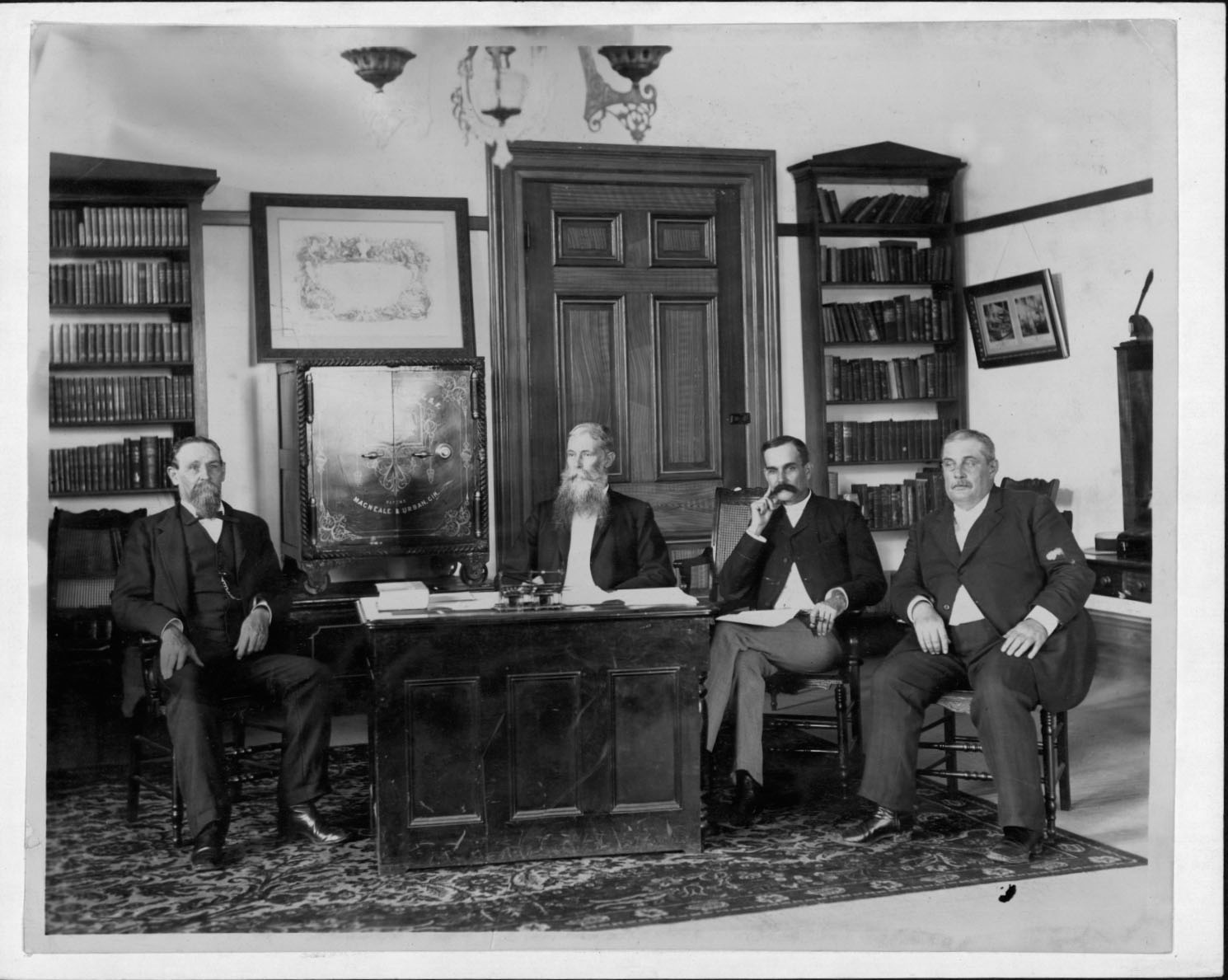
临时政府内阁成员，左二为珊佛·杜尔

同时，克利夫兰总统指派了一名众议员詹姆斯·H·布隆特对此次的政变进行调查。布隆特报告中承认，美国的外交与军事代表涉嫌滥用职权，需要为此次非法的政变负责。史蒂芬斯公使被召回，带兵进驻夏威夷的軍方高層被迫辞职。
美国向女王提出，如果她愿意特赦所有有关人士的话可协助她復辟。起初她坚持要将兵變的一干人等斩首而拒绝，其后女王在1893年12月改变主意决定妥协，但临时政府却拒绝让其復位。另一方面，1894年2月由美国参议院所提交的摩根报告（Morgan Report）则指出美军毋需为夏威夷女王被推翻而负任何责任；变相来说，推翻她的政权变成了合法行为。其后，安全委员会的主席桑福德·多爾（Sanford B Dole）在1894年7月4日就任夏威夷共和国总统，立刻得到美国政府承认。该过渡政府仍然一直在为并入美国而努力，因为关税的取消将会有利于夏威夷本土农产品，尤其是蔗糖的出口。1898年，在威廉·麦金莱（William Mckinley）继任总统后，夏威夷共和国终于把主权移交给美国，成为美国海外属地。

## 夏威夷併入美國
1898年，总统威廉·麦金利（William McKinley）签署决议，使夏威夷共和国成为美国领土的一部分。1900年的《基本法令》（Organic Act）决定，在夏威夷建立地方政府，桑福德·多爾任总督。
1959年3月，国会投票，同意夏威夷成为美国的第50个州，艾森豪威尔总统（President Eisenhower）于8月21号在议案上签字。但夏威夷争取自治权的运动从未停止。
1993年11月23日，美国总统比尔·克林顿签署了《公法103-150》，宣布代表美国人民，为一百年前美国政府支持推翻夏威夷女王的政变正式道歉，进一步推动了夏威夷的自治运动。
2008年4月30日，一个自称“夏威夷王国政府”的组织“占领” 了夏威夷群岛末代君主居住的伊奧拉尼宮，并宣称其最终目的是以和平方式恢复对夏威夷诸多岛屿的“主权”。该组织派出大约60名赤手空拳的“保安人员”，将进入檀香山市中心的一座宫殿博物馆（伊奥拉尼宫）各入口封锁住，禁止游人出入，并宣布将此作为“夏威夷王国”政府所在地。 
2009年2月，夏威夷参议员丹尼尔·阿卡卡向国会重新提交了《夏威夷本土政府自治重建行动》（“Native Hawaiian Government Reorganization Act”）。该行动希望通过树立合法的参照标准，建立夏威夷本土政府，并获得联邦政府对本土夏威夷人的认可，使他们获得与美洲印第安部落同等的待遇。